# Does It Look Like I’m Here?
Does It Look Like I’m Here? — седьмой студийный альбом американского электронного трио Emeralds, выпущенный 8 июня 2010 года на лейбле Editions Mego.
Pitchfork поместил его под 36-м номером в списке «50 лучших альбомов 2010 года» и под 139-м номером в списке «200 лучших альбомов 2010-х».

## Отзывы
| Совокупная оценка | Совокупная оценка           |
| Источник          | Оценка                      |
| ----------------- | --------------------------- |
| AnyDecentMusic?   | 8.0/10                      |
| Оценки критиков   |                             |
| Источник          | Оценка                      |
| AllMusic          | [ 5 ]                       |
| Drowned in Sound  | 8/10                        |
| Fact              | 3.5/5                       |
| Pitchfork         | 8.3/10 (2010) 8.7/10 (2023) |
| PopMatters        | 9/10                        |
| Resident Advisor  | 4.0/5                       |
| Uncut             | [ 12 ]                      |

Альбом получил положительные отзывы от музыкальных критиков.
В AllMusic отметили, что «В третьем альбоме Emeralds присутствуют всевозможные знакомые элементы, которые будут особенно знакомы тем, кто слушал авангардную поп-электронную музыку в 1970-х годах».

## Список композиций
| №   | Название                      | Длительность |
| --- | ----------------------------- | ------------ |
| 1.  | «Candy Shoppe»                | 4:45         |
| 2.  | «The Cycle of Abuse»          | 4:59         |
| 3.  | «Double Helix»                | 3:03         |
| 4.  | «Science Center»              | 4:39         |
| 5.  | «Genetic»                     | 12:08        |
| 6.  | «Goes By»                     | 4:11         |
| 7.  | «Does It Look Like I'm Here?» | 7:29         |
| 8.  | «Summerdata»                  | 4:49         |
| 9.  | «Shade»                       | 4:27         |
| 10. | «It Doesn't Arrive»           | 3:35         |
| 11. | «Now You See Me»              | 3:40         |
| 12. | «Access Granted»              | 4:04         |